# Institutul Teologic Protestant din Cluj
Institutul Teologic Protestant din Cluj-Napoca funcționează ca atare din 15 septembrie 1895, dată la care Academia Protestantă din Transilvania și-a mutat sediul de la Aiud la Cluj. Concomitent Collegium Academicum din Aiud a devenit gimnaziu reformat (actualul Colegiu Național Bethlen din Aiud).
Instituția este acreditată de Ministerul Educației Naționale și formează preoți pentru cele trei biserici protestante din Transilvania, cea reformată (Biserica Reformată din România), luterană (Biserica Evanghelică Lutherană și Biserica Evanghelică de Confesiune Augustană), și cea unitariană (Biserica Unitariană Maghiară). 
Institutul Protestant este coordonat de două eparhii reformate (Eparhia reformată din Ardeal, Eparhia Reformată de lângă Piatra Craiului), de biserica evanghelică-luterană și biserica unitariană.

## Legături externe
- https://www.umultirank.org/study-at/protestant-theological-institute-clujnapoca-rankings/ Arhivat în 2 octombrie 2019, la Wayback Machine.
- https://www.digifm.ro/stiri/40-universitati-din-romania-au-fost-incluse-in-clasamentul-u-multirank-creat-de-comisia-europeana-39812 https://www.tribuna.ro/stiri/eveniment/ulbs-printre-cele-mai-bune-universitati-din-lume-in-clasamentul-global-u-multirank-144490.html https://www.profit.ro/stiri/lista-peste-40-universitati-din-romania-in-clasamentul-global-u-multirank-care-sunt-cele-mai-bune-universitati-din-romania-19024051 http://www.turnulsfatului.ro/2019/06/06/cele-mai-bune-universitati-din-romania-punctele-tari-si-slabe-ale-ulbs-in-cel-mai-nou-clasament/
- Cercetare și publicații: http://proteo.cj.edu.ro/ro/cercetare